# Dolce malinconia/Hiwinnet
Dolce malinconia/Hiwinnet è il terzo singolo da solista del sassofonista italiano James Senese pubblicato nel 1988, estratto dall'album Alhambra.

## Tracce
Lato A
1. Dolce malinconia – 4:10 (testo: Franco del Prete – musica: James Senese)

Lato B
1. Hiwinnet (Love supreme) – 5:15 (testo: Franco Del Prete; rielaborazione e traduzione in tigrino di Woky Abe – musica: James Senese)